# Marco Antonio Peyrot Solís
Marco Antonio Peyrot Solís, político y militar mexicano, miembro del Partido Acción Nacional, diputado de la LX Legislatura del Congreso de la Unión de México, es hijo de Marco Antonio Peyrot González, quien fuera Secretario de Marina durante el gobierno de Vicente Fox
Licenciado en Comunicaciones Militares con posgrados en Ingeniería Militar, Administración Naval y Estado Mayor. Ha escrito en diversas revistas sobre temática militar y también ha trabajado como docente en materia naval.
Tiene el grado militar contralmirante